# 女優と詩人
『女優と詩人』（じょゆうとしじん）は、1935年（昭和10年）3月21日公開の成瀬巳喜男監督の映画。製作はP.C.L.(第12回作品)。前年に松竹からP.C.L.に移った成瀬の移籍第二作めで、成瀬の初トーキー映画『乙女ごゝろ三人姉妹』と同月に公開された。成功した女優の妻と貧しい童謡詩人の夫の暮らしをコミカルに描く。72分・35mm・白黒。

## あらすじ
童謡詩人の男・月風は、女優である妻・千絵子の稼ぎで暮らしている。歌を書いて売っても、菓子折りの礼が来る程度で金にはならない。千絵子は自宅でも芝居の稽古に励み、家事は月風に任せきりである。千絵子に言いつけられて煙草を買いに出た際、友人で作家の能勢が家賃を滞納し、追い出される寸前であることを知る。
隣家の妻・お浜は物見高く、足繁く月風を訪ねては噂話に花を咲かせている。ある日、近所に若夫婦が越してくると、お浜は、保険会社に勤める夫をせかして勧誘に行かせる。若夫婦は快く契約に応じ、喜んだお浜夫婦は月風を交えて祝杯をあげる。酔った勢いで千絵子への愚痴を自宅で一人ごちる月風。立ち聞きした千絵子は夫の不満を知る。
千絵子が夫を相手に夫婦喧嘩のセリフの練習をしていると、訪ねてきた能勢が本当の喧嘩だと誤解して止めに入る。能勢は借間をついに追い出されたことを月風に告げ、間借りを願い出る。人助けと思い、月風は承諾するが、それを知った妻と本物の喧嘩になる。向かいの若夫婦は心中を計り、お隣でも激しい夫婦喧嘩が始まる。独身の能勢は夫婦者の大変さを思うが、喧嘩を通してより理解を深め合った月風と千絵子の仲睦まじい姿に当てられもするのであった。

## キャスト
- 二ツ木月風：横田豊秋
- 二ツ木千絵子：千葉早智子
- 能勢梅童：藤原釜足
- お浜さん：戸田春子
- お浜さんの亭主：三遊亭金馬
- 若い男：佐伯秀男
- 若い女：神田千鶴子
- 役者：三島雅夫

## スタッフ
- 監督：成瀬巳喜男
- 脚本：永見隆二
- 原作：中野実
- 撮影：鈴木博
- 美術：久保一雄
- 音楽：伊藤昇
- 演奏：P.C.L.管弦楽団